# Grimmenturm

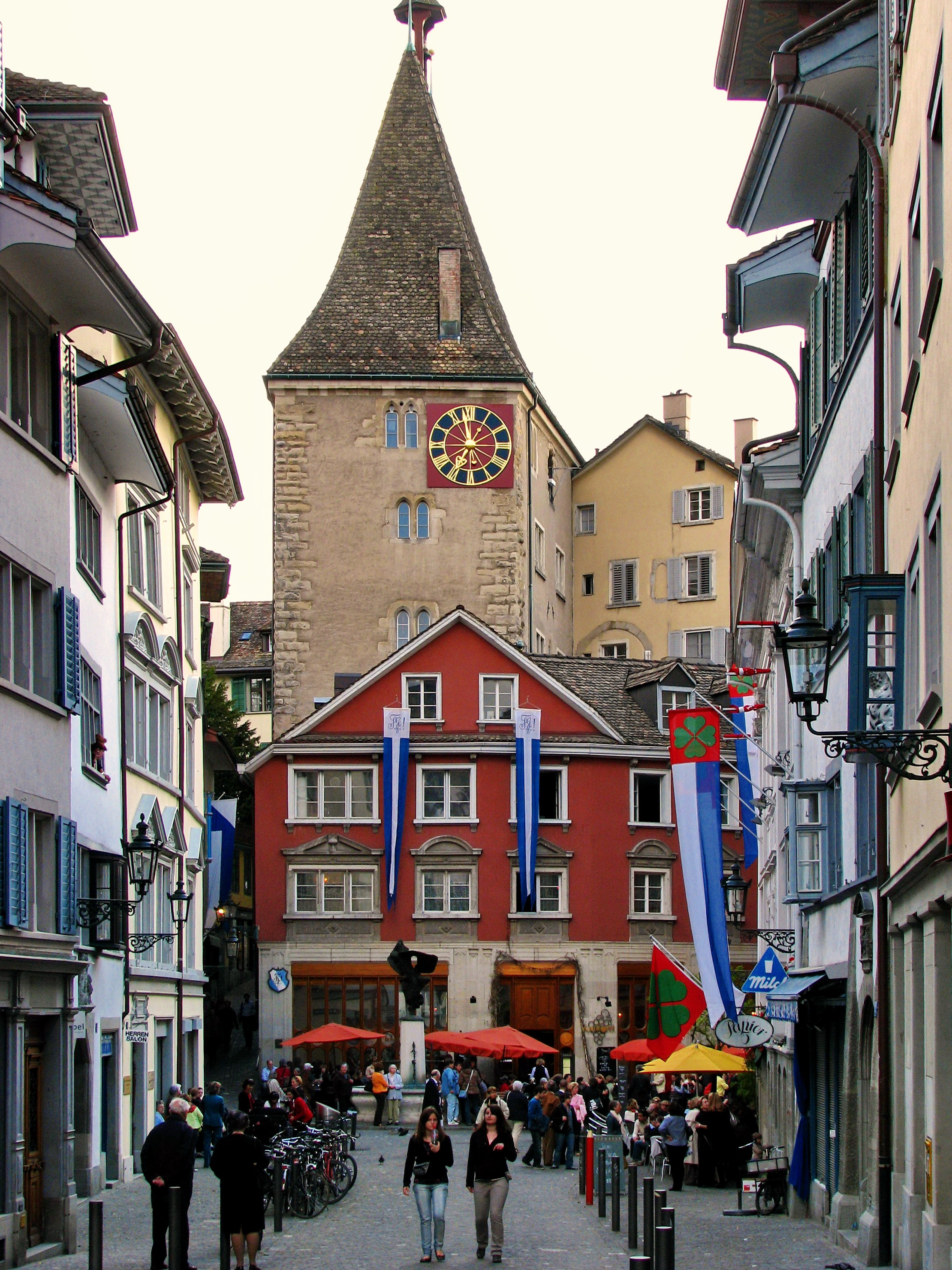
Grimmenturm

Der Grimmenturm ist ein mittelalterlicher Wohnturm im Quartier Rathaus (Kreis 1) der Schweizer Stadt Zürich.

## Geschichte
Der Grimmenturm wurde ursprünglich von der Familie Bilgeri nach dem Jahr 1250, vermutlich um 1280 als Wohnturm erstellt. Urkundlich erwähnt wurde er erstmals im Jahre 1324.

### 16. Jahrhundert
Zuerst und bis nach 1551 war im Grimmenturm das 1533 geschaffene «Obmannamt» untergebracht. Nach der Reformation in der Stadtrepublik war es eines der wichtigsten Ämter. Es hatte den Überschuss zu verwalten, welcher aus den Erträgen der aufgehobenen Klöster hervorging.

### 20./21. Jahrhundert
Zu zeitgenössischen Bewohnern zählt (Stand 2019) seit 1986 der Schweizer Filmemacher Fredi M. Murer.

## Bilder

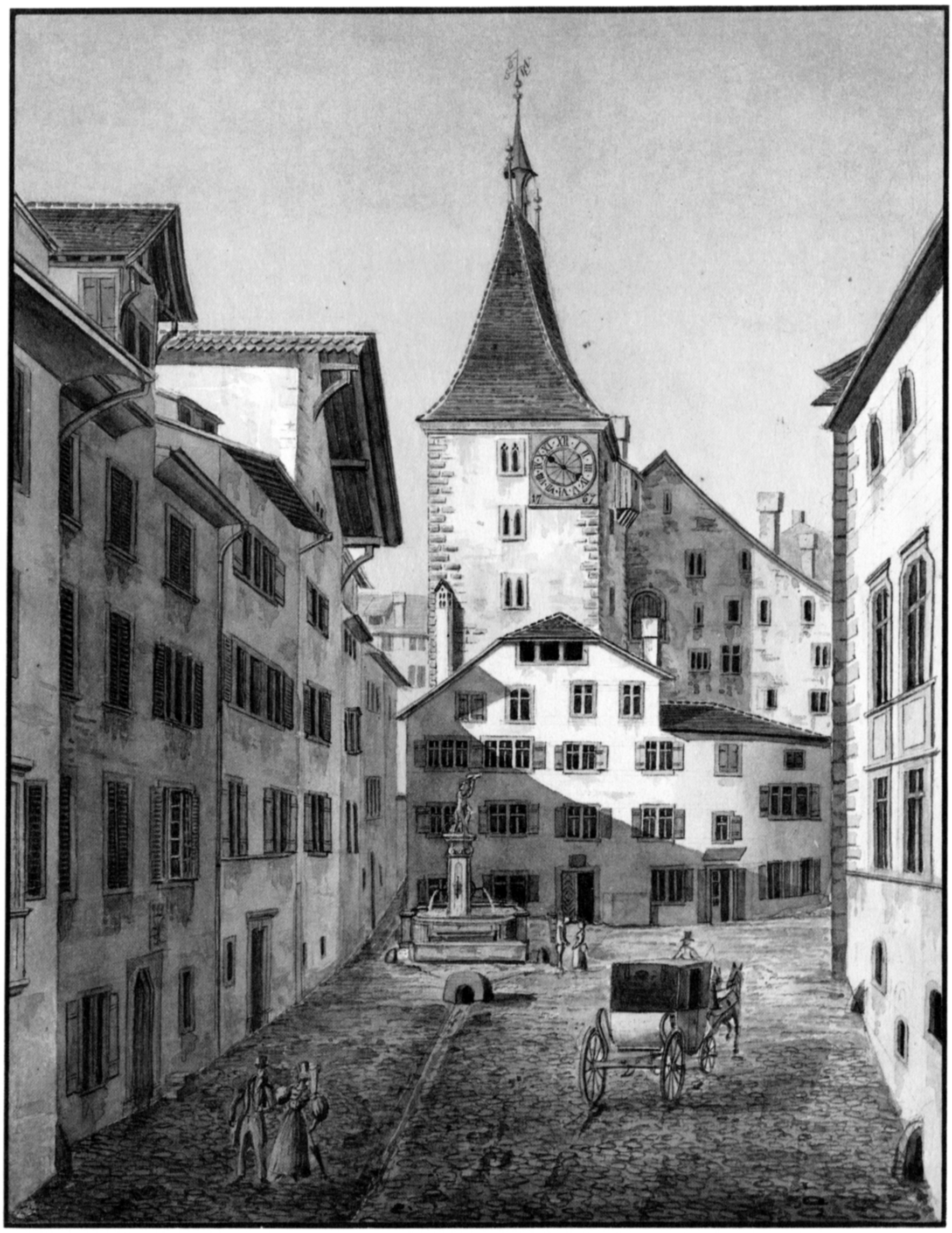
Der Neumarkt mit dem Grimmenturm um 1836. Sepiazeichnung von Emil Schulthess.
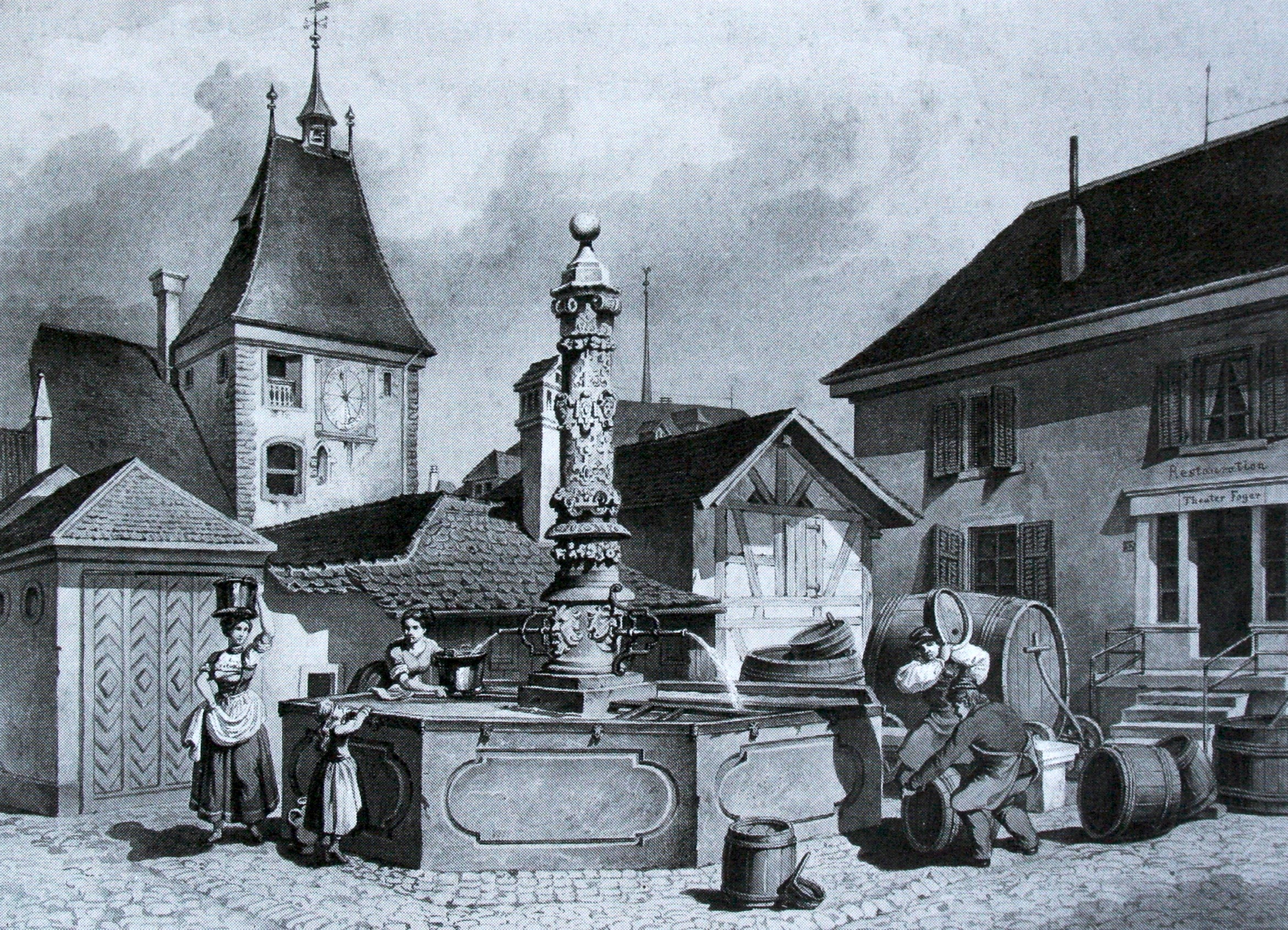
Barfüsserbrunnen und Grimmenturm, 1871
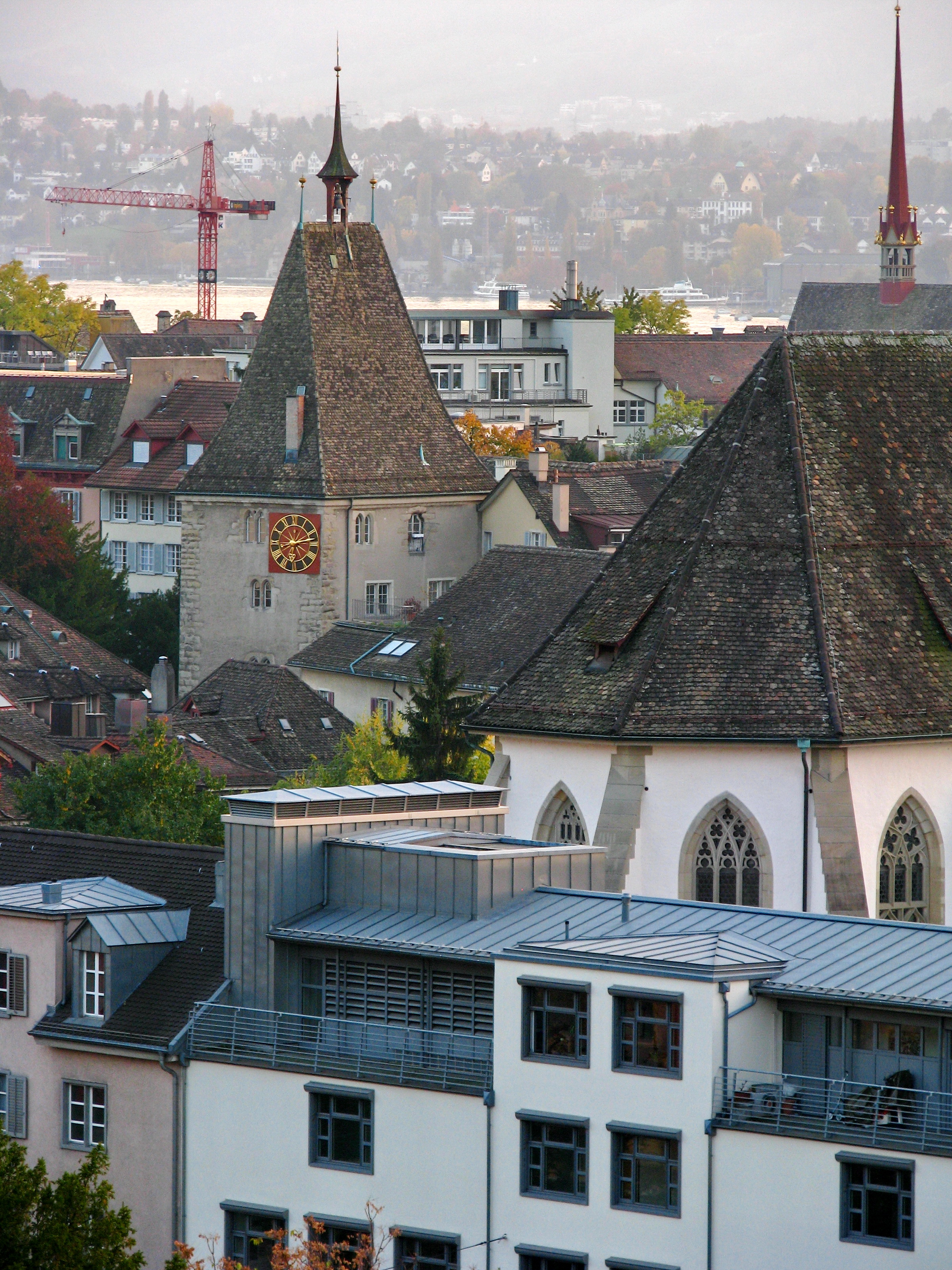
Grimmenturm und Predigerkirche, Blick von ETH-Terrasse

## Uhrwerk und Glocke

### Turmuhr

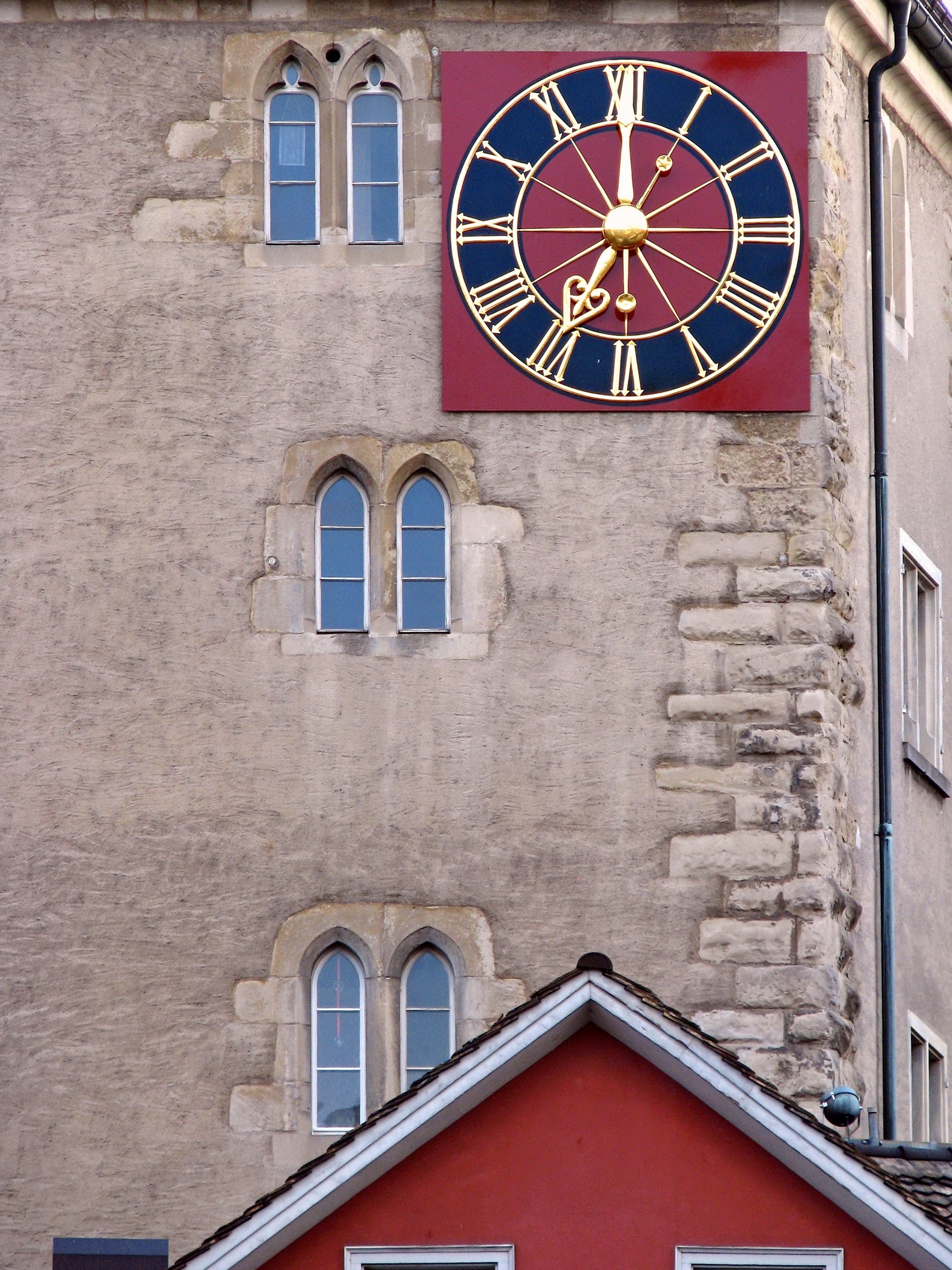
Ziffernblatt

Die Uhr am Grimmenturm stammt aus dem Jahr 1541, während der Turm mehrere Jahrzehnte vorher bestanden haben muss.
Das Zifferblatt wurde ursprünglich durch den Stadtmaler Hans Asper 1532 bemalt. Nach dem späteren Wechsel des Eigentümers und der Umnutzung des Objektes um die Mitte des 19. Jahrhunderts wurden Uhr und Glocke 1865 entfernt.
1962 kaufte die Stadt Zürich das Bauwerk. Bei der Renovierung von 1964 bis 1966 erhielt der Turm wieder seine Glocke und die Uhr.

### Glocke
Im Dachreiter hängt eine Glocke mit dem Ton h1. Sie wurde 1965 in der Glockengiesserei Eschmann in Rickenbach bei Wil gegossen. Ursprünglich wurde sie von Hand geläutet; seit der Sanierung im Jahr 2020 wird sie mit einem Linearmotor bewegt.

## Künstlerische Rezeption
- Der Grimmenturm spielt eine Rolle im Kriminalroman Der Grimmenturm oder das Siegel Salomons von Simon-Noël Godenzi.[7][8]
- Die vom Grafiker Ernst Keller in den 1960er Jahren gestaltete Wetterfahne des Grimmenturms, mit dem Zürcher Wappentier ist im Siegelring eines vor Ort ansässigen Goldschmiedes als Motiv verarbeitet.[9]